# 李斌 (全国劳动模范)
李斌（1960年5月18日—2019年2月21日），男，上海人，中华人民共和国工人，上海电气液压气动有限公司液压泵厂数控工段长，全国劳动模范、上海市总工会兼职副主席。

## 生平
李斌是上海液压泵厂技工学校毕业的工人，1980年畢業後進入上海液压泵厂，期間掌握车、钳、磨、铣等金属切削加工技术，后又逐步掌握了工装夹具、机械维修等技术。他还自学高中课程，并在上海电视大学攻读机械工艺与设备专业毕业，又在上海第二工业大学攻读机械电子工程本科专业毕业。多次被评为上海市劳动模范、全国劳动模范并获得全国五一劳动奖章和中国青年五四奖章，并荣获全国十大杰出工人、中华技能大奖、全国知识型职工标兵、全国十大高技能人才楷模、上海市优秀共产党员等称号，是中国共产党第十六次、十七次、十九次全国代表大会代表，第十一届、十二届、十三届全国人大代表，中华全国总工会第十七届执行委员会主席团委员，并作为上海市的代表在天安门广场观看中华人民共和国国庆60周年阅兵。2018年2月24日，当选为第十三届全国人大代表。2018年10月25日，中华全国总工会第十七届执行委员会召开第一次全体会议，选举全总十七届执委会主席、副主席和主席团委员，他当选为全总主席团委员。
2019年2月21日因病医治无效不幸去世，享年58岁。